# Grazielanthus
Grazielanthus é um género monotípico de plantas com flores pertencentes à família Monimiaceae. A única espécie é Grazielanthus arkeocarpus.
A sua distribuição nativa situa-se no sudeste do Brasil.